# Orangerie di Versailles

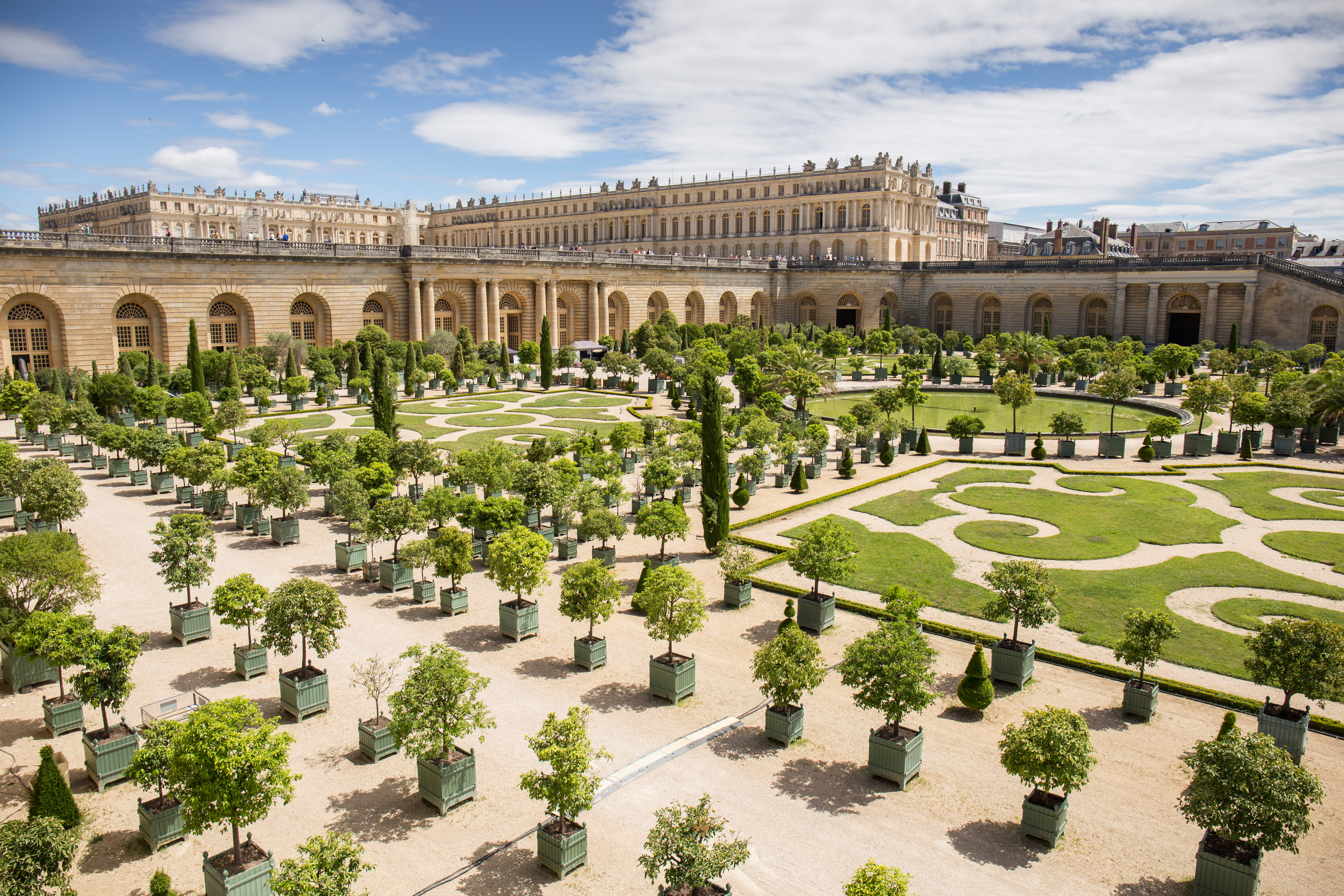
Orangerie - Reggia di Versailles

L'Orangerie della Reggia di Versailles (in francese: L′Orangerie du Château de Versailles) venne costruita da Jules Hardouin-Mansart tra il 1684 ed il 1686, durante la prima campagna di costruzione ed ampliamento dei giardini di Versailles. La struttura, comune a molte regge e palazzi in tutta Europa, era utilizzata per conservare piante provenienti da climi caldi o sofferenti al freddo invernale e sorprendere i numerosi visitatori a corte. Durante l'inverno, l'orangerie di Versailles ospitava nello specifico un centinaio di piante in vaso, molte delle quali erano piante di arancio, frutto molto gradito a Luigi XIV di Francia. Da maggio a ottobre le piante venivano trasportate all'esterno nel Parterre Bas.

## Descrizione
L'orangerie di Versailles si trova nei pressi di un tappeto di fiori conosciuto come "parterre du midi". La sua galleria centrale è lunga 155 metri ed è orientata sull'asse nord-sud. Il “Parterre Bas” è circondato sul lato sud da una balaustra che dà sul Saint-Cyr-l'École. Questo separa l'ambiente dalla fontana degli Svizzeri.
La galleria centrale è affiancata da due gallerie laterali collocate sotto l' “Escaliers des Cent Marches”. Il tutto è illuminato da grandi finestroni ad arco. Al centro dell'orangerie si trova una vasca circolare circondata da parterres a rocaille per accogliere le piante nel periodo estivo. Da maggio a ottobre, le piante di arancio e limone vengono ancora esposte nella parte esterna.

## La moda degli agrumi

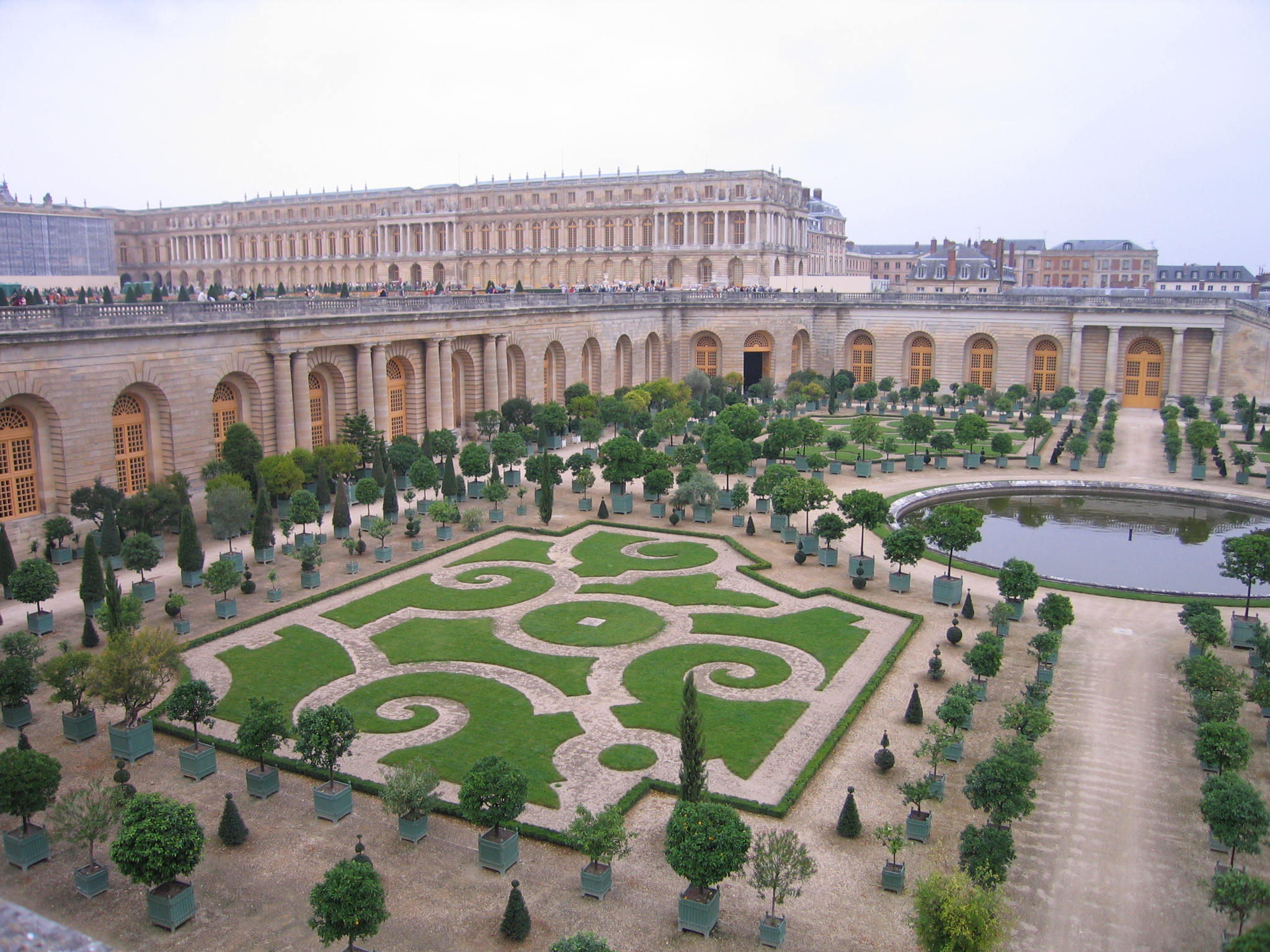
Parco di Versailles, con le piante di arancio in vaso

L'arancio dolce (Citrus sinensis) venne introdotto in Europa tra il XV ed il XVI secolo. Dapprima il frutto era particolarmente costoso da acquistare e addirittura i libri di cucina di epoca medievale citano il numero di arance per ciascun dignitario intervenuto ad un pranzo ufficiale. L'arancio divenne ben presto una moda della nobiltà e dei ricchi mercanti e dal XV secolo l'arancio incominciò ad avere un'importanza commerciale rilevante in Europa.
In Francia, la prima orangerie ad essere costruita fu quella di Carlo VIII di Francia al Castello di Amboise La predilezione però di Luigi XIV per questo frutto portò alla necessità di creare appunto un'orangerie di modo da riuscire ad ottenere arance e limoni tutto l'anno al fine di dare l'impressione che la frutta più costosa fosse sempre sulla tavola del più ricco tra i re europei. Fu sotto Luigi XIV inoltre che si diffuse la moda dell'arancio in Francia non solo a livello di coltivazione ma anche come motivo in sculture, mosaici, dipinti, poemi e canzoni, nonché dell'uso dei fiori d'arancio come fiore tipico delle cerimonie nuziali.